# Rhopographus caulincola
Rhopographus caulincola är en svampart som beskrevs av Oudem. 1902. Rhopographus caulincola ingår i släktet Rhopographus, ordningen Pleosporales, klassen Dothideomycetes, divisionen sporsäcksvampar och riket svampar.   Inga underarter finns listade i Catalogue of Life.